# Eriesjön
Eriesjön (engelska: Lake Erie, franska: Lac Érié) är en av de fem stora sötvattensjöarna i Stora sjösystemet i östra Nordamerika. Sjön är den 13:e största naturliga sjön i världen, Kaspiska havet och den numera decimerade Aralsjön inräknade.
Sjön har en area på 25 744 km2 och ett genomsnittligt djup på 19 meter. Vattenvolymen i sjön är 483 km3. Som jämförelse kan nämnas att Övre sjön har ett medeldjup på 147 m och en vattenvolym på 12 232 km3.
Eriesjön har sitt huvudsakliga inflöde från Detroitfloden (från Huronsjön och S:t Clair-sjön) och avlopp genom Niagarafloden och Niagarafallen till Ontariosjön. För att undvika Niagarafallen måste man istället ta Wellandkanalen, en del av "Great Lakes Waterway". 
De amerikanska delstaterna Ohio, Pennsylvania och New York ligger på den södra sidan av Eriesjön, Michigan ligger på västra, och den kanadensiska provinsen Ontario ligger på norra sidan. Nationalparken Point Pelee nationalpark, den sydligaste delen av det kanadensiska fastlandet, ligger på en halvö som sticker ut i Eriesjön. I den västra delen av sjön ligger ett flertal öar som alla tillhör Ohio, utom Pelee Island, som tillhör Ontario.
Städerna Buffalo, Erie, Toledo och Cleveland ligger vid Eriesjöns stränder.
Sjön upptäcktes av franska upptäcktsresande; det var den sista i systemet som upptäcktes.
Liksom andra stora sjöar påverkar Eriesjön vädret; exempelvis är den södra delen av Buffalo den plats i USA där det snöar mest. När sjön fryser, vilket den ofta gör, upphör dock dessa effekter.
Eriesjön är den grundaste av sjöarna i systemet och klarade inte av alla föroreningar som släpptes ut i den under 1960- och 1970-talen, den blev en död sjö, vilket ledde till att sportfiskare och yrkesfiskare fick söka sig andra fångstplatser. Problemen väckte ingen större uppmärksamhet, till 1969, då den var så förorenad att all olja och annan bråte i vattnet till och med kunde ta eld. Detta blev för mycket för myndigheterna, som började arbeta med en miljölagstiftning för området. Idag har vattenkvalitén blivit mycket bättre och vissa fiskarter har börjat komma tillbaka liksom andra biologiska organismer. Det finns dock en stor koloni zebramusslor, en djurart som hotar annat liv i sjön.